# Sinja voda
Sinja voda (bulgariska: Синя вода) är ett distrikt i Bulgarien.   Det ligger i kommunen Obsjtina Loznitsa och regionen Razgrad, i den nordöstra delen av landet, 270 km öster om huvudstaden Sofia.
Trakten runt Sinja voda består till största delen av jordbruksmark. Runt Sinja voda är det ganska tätbefolkat, med 54 invånare per kvadratkilometer.